# Alan Keyes
Pour les articles homonymes, voir Keyes.
Alan Lee Keyes est un homme politique américain né le 7 août 1950 à Long Island. Il fut membre de l'Administration Reagan.

## Biographie

### Diplomate
Un an avant de terminer ses études de doctorat, Keyes a rejoint le département américain de l’État comme un protégé de Jeane Kirkpatrick. En 1979, il a été affecté au consulat de Mumbai, en Inde. L'année suivante, il est envoyé pour servir à l'ambassade du Zimbabwe.
En 1983, le président Ronald Reagan le nomme ambassadeur auprès du Conseil économique et social des Nations unies. En 1985, il est nommé secrétaire d'État adjoint pour les organisations internationales, un poste qu'il occupe jusqu'en 1987. Il a également été membre du personnel du Conseil de sécurité nationale.

### Rôle dans l'administration Reagan
Parmi la délégation des États-Unis à la Conférence mondiale de la population en 1984 à Mexico, Keyes est choisi par Reagan comme vice-président. À ce titre, il négocie les termes de la « politique de Mexico » permettant de retirer des fonds fédéraux américains aux organisations internationales soutenant l'avortement. En outre, Keyes a lutté contre une résolution de l'ONU soutenue par les pays arabes appelant à une enquête sur les colonies israéliennes. La mesure 83-2 est adoptée avec quinze abstentions. Seuls Israël et les États-Unis ont voté contre. Reagan a de nouveau nommé Keyes pour représenter les États-Unis à la Conférence des femmes de 1985 à Nairobi.
Pendant son temps au Département d'État des États-Unis, Keyes a défendu la politique Reagan de ne pas imposer des sanctions économiques contre l'Afrique du Sud comme punition pour l'apartheid. 

### Élections sénatoriales de 1988 et 1992
En 1988, Keyes est désigné par le Parti républicain du Maryland comme candidat aux élections sénatoriales. Avec 38 % des suffrages, il est battu par le démocrate sortant Paul Sarbanes.
Quatre ans plus tard, il concourt à nouveau pour le siège du Maryland au Sénat des États-Unis. Il arrive en première position de la primaire républicaine, devançant 12 autres candidats. Lors de l'élection générale de novembre 1992, il est largement battu par Barbara Mikulski, ne rassemblant que 29 % des voix. Lors de cette élection, Keyes attire la controverse quand il s'attribue un salaire mensuel de 8 463 $, tiré de ses fonds de campagne.

### Élections présidentielles de 1996 et 2000
Keyes a demandé l'investiture républicaine présidentielle en 1996, et a interrogé les autres candidats au sujet de l'avortement dans les débats auxquels il a participé. De nombreux dirigeants républicains ont considéré ces interventions comme inutiles et source de divisions. Keyes a été particulièrement critique envers Bill Clinton lors de sa campagne, en disant : « Ce mec ment, mais il ment avec passion »[réf. nécessaire]. Keyes a également été particulièrement critique envers Pat Buchanan, en disant lors d'une interview dans l'émission télévisée Talk from the Heart avec Al Kresta (en) que Buchanan avait un « cœur noir ». L'entrée de Keyes dans la course républicaine après que Buchanan a obtenu des victoires dans le New Hampshire et la Louisiane ont conduit beaucoup à penser que Keyes testait l'opinion sur l'avortement pour le compte des néo-conservateurs du Parti républicain. Buchanan était un adversaire farouche de l'avortement et avait souffert de retombées politiques négatives pour avoir amener l'avortement et la « guerre culturelle » au centre du débat sur la politique publique. Plus tard, pendant les primaires, Keyes a été brièvement détenu par la police d'Atlanta quand il a essayé de se frayer un chemin dans un débat auquel il avait été invité, puis finalement annulé. Il n'a jamais été officiellement arrêté et a finalement été libéré 20 minutes plus tard par le maire d'Atlanta de l'époque, Bill Campbell.
Keyes à nouveau fait campagne pour l'investiture républicaine dans les primaires de 2000 en se concentrant sur les idées anti-avortements, les valeurs familiales ainsi qu'une réforme fiscale. Dans l'Iowa, il a terminé troisième, en obtenant 14 % dans une campagne avec de nombreux candidats. Il est resté dans la course après les premiers tours et a débattu avec les deux candidats restants, John McCain et George W. Bush, dans plusieurs débats télévisés à l'échelle nationale. Il a terminé deuxième à huit primaires. Son meilleur résultat dans les primaires présidentielles reste dans l'Utah, où il a reçu 20 % des voix. 

### Élection sénatoriale de 2004
Le 8 août 2004, 86 jours après l'élection sénatoriale, le Parti républicain de l'Illinois a appelé Alan Keyes à concourir contre le sénateur démocrate de l’État Barack Obama pour le Sénat des États-Unis. Le candidat républicain initial, Jack Ryan, a dû se retirer en raison d'un scandale sexuel, et que d'autres candidats potentiels, notamment l'ancien gouverneur de l'Illinois Jim Edgar et l'ancien entraîneur des Bears de Chicago Mike Ditka, ont refusé de se présenter. Le Washington Post a appelé Keyes un « parachuté » car il « n'a jamais vécu dans l'Illinois ». Lorsqu'on lui a demandé de répondre à ces accusations de parachutage étant donné sa critique antérieure de Hillary Clinton, il a appelé sa campagne « planifiée et purement par ambition », mais a déclaré que dans son cas, il a senti une obligation morale de se présenter après avoir été invité par le Parti républicain de l'Illinois : « Vous faites ce que vous croyez être requis par votre respect pour la volonté de Dieu, et je pense que c'est ce que je fais dans l'Illinois »[réf. nécessaire].
Keyes, qui est opposé à l'avortement dans toutes les circonstances, « sauf en tant que résultat par inadvertance des efforts pour sauver la vie de la mère », a déclaré dans une conférence en 7 septembre 2004 que Jésus-Christ ne voterait pas pour Obama à cause de ses prises de position antérieures. Membre du comité judiciaire du Sénat de l'Illinois et professeur de droit constitutionnel à l'école de droit de l'Université de Chicago, il vota en 2001 contre un ensemble de trois projets de loi anti-avortement qu'il a fait valoir comme étant trop larges et inconstitutionnelles. Le projet de loi, qui prévoit « qu'un enfant vivant né à la suite d'un avortement doit être pleinement reconnu comme une personne humaine », a passé l'examen du Sénat de l'Illinois contrôlé par les Républicains, mais a échoué à passer l'examen du comité judiciaire contrôlé par les Démocrates de l'Illinois. Après l'élection, Keyes a refusé de féliciter Obama, expliquant que son refus « n'avait rien de personnel », mais se voulait être une déclaration contre « de fausses félicitations faites au triomphe de ce que nous avons déclaré être au-delà de la ligne rouge ». Il a dit que la position d'Obama sur les questions morales concernant la vie et la famille avait franchi cette ligne. 
Keyes a également été critiqué pour ses idées sur l'homosexualité. Dans une interview avec Michelangelo Signorile (en), un animateur de radio gay, Keyes a défini l'homosexualité comme centré sur la recherche du plaisir, littéralement « l'hédonisme égoïste ». Lorsque Signorile a demandé si Mary Cheney, la fille lesbienne du vice-président Dick Cheney, correspondait à la description et était donc une « jouisseuse égoïste », Keyes a répondu : « Bien sûr. Par définition ! ». Des sources médiatiques rapportés sur l'échange, ont reporté que Keyes avait violemment attaqué Mary Cheney et l'avait appelé un « pécheresse » provoquant une condamnation de Keyes par des républicains LGBT et plusieurs dirigeants du Parti Républicain. Keyes fit remarqué que c'était l'interviewer, et non lui, qui a mentionné le nom de Mary Cheney.
Pendant la campagne, Keyes a proposé une alternative aux réparations pour l'esclavage. Sa suggestion était que, pour une période d'une ou deux générations, les Afro-Américains qui étaient les descendants d'esclaves seraient exemptés de l'impôt fédéral sur le revenu (mais pas de la taxe FICA (Federal Insurance Contributions Act tax (en)) qui prend en charge la sécurité sociale). Il a également appelé à l'abrogation du 17e amendement afin d'exiger que les sénateurs américains soient nommés par les législatures d'État, plutôt que d'être directement élu.
Keyes a terminé avec 27 % des voix en dépit d'un petit nombre de victoires dans des comtés du sud de l'Illinois.

### Élection présidentielle de 2008
Le 5 juin 2007, le Comité d'action politique a été formé pour encourager Alan Keyes à entrer dans l'Élection présidentielle américaine de 2008. Le 14 septembre 2007, Keyes a officiellement annoncé sa candidature dans une interview avec l'animatrice de radio Janet Parshall (en). Le 17 septembre 2007, il a participé à l'émission Values Voter Debate en direct sur Sky Angel (en). Dans un vote du public présent, Keyes se place troisième parmi les candidats invités, après Mike Huckabee et Ron Paul. Keyes a été exclu du débat républicain sur CNN et YouTube le 28 novembre 2007. Keyes a qualifié l'exclusion « d'arbitraire, injuste, et présomptueuse »[réf. nécessaire], et a fait valoir que CNN jouait le rôle de « gardien » pour l'élection présidentielle.
Dans les caucus de l'Iowa, Keyes n'apparait pas sur les bulletins de vote. Il a déclaré que la plupart des endroits visités ne le listent pas comme un choix possible. Le responsable de sa campagne, Stephen Pierre, a blâmé les médias et la décision de Keyes à entrer dans la course en retard. Pierre a expliqué que les médias ne reconnaissaient pas la candidature de Keyes, ce qui rendait difficile de mener une campagne efficace.
Après les premiers États, Keyes a fait campagne exclusivement au Texas, où il a terminé avec 0,60 % des suffrages exprimés.
Après les résultats du Texas, Keyes chercha à obtenir l'investiture du Parti de la Constitution pour l'élection présidentielle, mais il a continué à apparaître sur plusieurs bulletins de vote républicains. Le 6 mai, il a obtenu son meilleur résultat de la campagne avec 2,7 % des voix en Caroline du Nord, ce qui lui a valu deux délégués à la Convention nationale républicaine.

### Départ du Parti républicain
Keyes a d'abord déclaré qu'il envisageait de quitter le Parti républicain lors d'une apparition dans l'émission radiophonique The Weekly Filibuster (en) en janvier 2008. Il ne retira pas sa candidature après que John McCain a remporté les 1 191 délégués nécessaires pour l'investiture à la Convention nationale républicaine, même s'il ne faisait plus campagne pour l'investiture républicaine. Le 27 mars 2008, le site de campagne de Keyes a commencé à afficher le logo du Parti de la Constitution, ainsi que d'une parodie du logo du GOP représentant un éléphant mort. Cela semblait être une indication des intentions de Keyes de quitter le Parti républicain et de commencer à chercher officiellement l'investiture présidentielle du Parti de la Constitution.
Le 15 avril 2008, Keyes confirme sa scission du Parti républicain et son intention d'examiner la candidature du Parti de la Constitution. Il a perdu son pari, cependant, arrivant deuxième à 2 004 voix du candidat à la vice-présidence Chuck Baldwin au congrès national du parti à Kansas City (Missouri), le 26 avril 2008. Lors de la convention, le fondateur du parti, Howard Phillips, a prononcé un discours controversé dans lequel il a évoqué Keyes comme « le candidat néoconservateur » qui « traînait dans le Parti républicain il y a encore une semaine ». Après la défaite, Keyes a fait une interview avec Mike Ferguson dans laquelle il comparait sa défaite à un avortement. Plus tard, Keyes a dit à un groupe de ses partisans qu'il « envisageait pieusement » de se présenter à la Présidence en tant que candidat indépendant, et a affirmé son refus d'approuver la candidature de Baldwin.
Au lieu de cela, les partisans de Keyes formèrent un nouveau parti, « America's Party », pour sa candidature présidentielle. Le Parti indépendant de l'Amérique a obtenu l'affiliation d'une faction de l'American Independent Party de Californie. Cependant, le ticket présidentiel, qui avait Brian Rohrbough (azb), père d'une victime du massacre de Columbine, comme candidat à la vice-présidence, était présent seulement sur les bulletins de vote en Californie, au Colorado et en Floride.
Lors de l'élection le 4 novembre 2008, Keyes a obtenu 47 694 votes à l'échelle nationale et termine septième. Environ 86 % (40 673) des votes qu'il a obtenu l'ont été en Californie.

## Divers
Il apparaît dans le film Borat (2006).